# 石田真二 (政治家)
石田 真二（いしだ しんじ、旧姓：椎野、1863年12月7日（文久3年10月27日） - 1927年（昭和2年）9月10日）は、日本の政治家、新聞記者。徳島県徳島市出身。

## 経歴
椎野家の息子として名東郡上八万村（現在の徳島市上八万町）で生まれる。園坡漁夫、晴耕雨読楼主人、侃々子と号した。後に石田家を継いだ。
1881年（明治14年）、徳島県立徳島中学校（現在の徳島県立城南高等学校）卒業。卒業後、普通新聞社（現在の徳島新聞社）の客員となった。後に名東郡会議員を経て徳島県会議員に当選した。
1898年（明治31年）、第5回衆議院議員総選挙に出馬し当選したが、間もなく同年内に解散となり、第6回総選挙に再出馬したが落選した。
1927年（昭和2年）9月10日、65歳で没する。

## 著書
- 『阿波近古史談』（徳島県出版文化協会、1973年）